# Новоіндійський захист
Новоіндійський захист — шаховий дебют (закритий дебют), що починається ходами: 

1. d2-d4 Kg8-f6 

2. c2-c4 e7-e6 

3. Kg1-f3 b7-b6 
.

## Варіанти
- 4. Кс3 — система Михайла Ботвинника
- 4. а3 — система Тиграна Петросяна
- 4. g3 — основний варіант
- 4. Сg5
- 4. Cf4
- 4. e3

## Історія
Новоіндійський захист був введений Ароном Німцовичем в 1914 році, і через деякий час отримав розвиток від таких шахістів, як четвертий чемпіон світу Олександр Алехін. У 80-і роки її, як і Захист Німцовича, застосував тодішній чемпіон світу Анатолій Карпов, використовуючи його як головну зброю проти 1.d2-d4.